# 가디언스 오브 더 갤럭시 (1969년 팀)
가디언스 오브 더 갤럭시(영어: Guardians of the Galaxy)는 마블 코믹스가 간행한 작품에 등장하는 가상의 슈퍼히어로 팀이다. 첫 등장은 Marvel Super-Heroes 제18호 (1969년 1월)이다.